# Jean-Alexandre Blanchet
Jean-Alexandre Blanchet est un acteur suisse de langue française né le 25 juin 1964 à Genève[réf. nécessaire].
Connu pour les diffusions de sa série télévisée Les Gros Cons dans les émissions d'Antoine de Caunes sur la chaîne française Canal+ en 1994,,.
Fin 2012, il met en scène une parodie du tube planétaire Gangnam Style : le Gen'vois staïle, écrit par le Genevois Laurent Nicolet. La vidéo est vue plus d'un million de fois.

## Filmographie
Télévision
- 1993 : L'Ours Maturin et la Famille Wallace de Yves Matthey : l'ours Maturin[5]
- 1994 : Les Gros Cons d'Yves Matthey : un gros con[1]
- 2001 : Paul et Virginie d'Yves Matthey : Paul[6]
- 2002 : Le hasard fait bien les choses de Lorenzo Gabriele : le facteur[7]
- 2003 : Le Voyage de la grande-duchesse de Joyce Buñuel[8]
- 2005 : Parlez-moi d'amour de Lorenzo Gabriele : le facteur[9]
- 2006 : Pas de panique de Denis Rabaglia : Bruno
- 2009 : Petites Vacances à Knokke-le-Zoute de Yves Matthey : Olivier
- 2010 : La Vie de bureau

Cinéma
- 2013 : Bob et les Sex Pistache d'Yves Matthey[10]

## Théâtre
- 2011 : Elle ou moi 2 de Gaspard Boesch[11]
- 2013 : Le Trip Rousseau de Dominique Ziegler[12]
- 2015 : La Paranoïa de Rafael Spregelburd[13]
- 2015 : Ombres sur Molière de Dominique Ziegler[14]
- 2022 : Fracasse d'après Théophile Gautier, dans une mise en scène et adaptation de Jean-Christophe Hembert